# Raúl Rangel
Raúl Rangel Ojeda, nacido el 19 de agosto de 1941, es un exjugador de bádminton mexicano que compitió en torneos nacionales e internacionales durante los años 1960s.

## Biografía
Raúl Rangel y su hermano menor Antonio Rangel se iniciaron en el bádminton, jugando en el gimnasio del Centro Deportivo Chapultepec, AC. 
En 1958, un joven Raúl Rangel sorprendió al ganar tanto el sencillo varonil, como el dobles varonil del Campeonato Nacional de Bádminton de México; este último evento, jugando de pareja con su hermano Antonio Rangel.
Al final de su carrera deportiva, Raúl Rangel había logrado ganar 8 veces más el evento de dobles varonil del Campeonato Nacional de Bádminton de México, además de un Campeonato Nacional Abierto de México, y otros torneos nacionales e internacionales.
De hecho, jugando de pareja con su hermano Antonio Rangel, los hermanos Rangel se convirtieron en una de las parejas de badmintonistas mexicanos más exitosas en la historia del bádminton mexicano.
Raúl Rangel también fue miembro del primer equipo Nacional de Bádminton que representó a México en la Thomas Cup en 1964.

## Resultados

### Campeonato Nacional de Bádminton de México:[1]
| Año  | Torneo                                     | Evento          | Lugar | Nombre                       |
| ---- | ------------------------------------------ | --------------- | ----- | ---------------------------- |
| 1958 | Campeonato Nacional de Bádminton de México | Singles varonil | 1     | Raúl Rangel                  |
| 1958 | Campeonato Nacional de Bádminton de México | Dobles varonil  | 1     | Antonio Rangel / Raúl Rangel |
| 1959 | Campeonato Nacional de Bádminton de México | Dobles varonil  | 1     | Antonio Rangel / Raúl Rangel |
| 1960 | Campeonato Nacional de Bádminton de México | Dobles varonil  | 1     | Antonio Rangel / Raúl Rangel |
| 1961 | Campeonato Nacional de Bádminton de México | Dobles varonil  | 1     | Antonio Rangel / Raúl Rangel |
| 1962 | Campeonato Nacional de Bádminton de México | Dobles varonil  | 1     | Antonio Rangel / Raúl Rangel |
| 1963 | Campeonato Nacional de Bádminton de México | Dobles varonil  | 1     | Antonio Rangel / Raúl Rangel |
| 1964 | Campeonato Nacional de Bádminton de México | Dobles varonil  | 1     | Antonio Rangel / Raúl Rangel |
| 1966 | Campeonato Nacional de Bádminton de México | Dobles varonil  | 1     | Antonio Rangel / Raúl Rangel |
| 1967 | Campeonato Nacional de Bádminton de México | Dobles varonil  | 1     | Antonio Rangel / Raúl Rangel |

### Campeonato Nacional Abierto de México
Raúl Rangel compitió en el Torneo Internacional de la Ciudad de México en 1959 y 1961, así como en el Campeonato Nacional Abierto de México entre 1964 y 1967.
| Año  | Torneo                                | Evento         | Lugar | Nombre                       | Subcampeones                   |
| ---- | ------------------------------------- | -------------- | ----- | ---------------------------- | ------------------------------ |
| 1966 | Campeonato Nacional Abierto de México | Dobles varonil | 1     | Antonio Rangel / Raúl Rangel | Guillermo Allier / Rod Starkey |

### Otras competiciones
- 1963 - Junto con su hermano Antonio Rangel, perdió la final del dobles varonil del III Torneo Abierto de la Universidad de Texas, también conocido como el Texas Open, contra la pareja integrada por Tan Joe Hok y J. Izen.[3][4]
- 1964 - De pareja de su hermano Antonio Rangel,  ganaron el evento de dobles varonil del IV Torneo Abierto de la Universidad de Texas, al vencer a la dupla norteamericana integrada por George Harman y John Sudbury.[5]
- 1966 - Haciendo equipo con su hermano Antonio Rangel, fueron campeones del Torneo Internacional de Bádminton del Perú, en la categoría de dobles varonil.[6]